# Cadillac Voyage
Der Cadillac Voyage war ein Konzeptfahrzeug, das die Cadillac-Division von General Motors 1988 vorstellte. Der Prototyp einer viertürigen Reiselimousine war ein „rollendes Labor“ für moderne Technologie. Er war mit Sensoren ausgestattet, die beim Durchdrehen der Hinterräder automatisch auf Allradantrieb umschalteten. Die Motorkraft wurde dabei über ein elektronisch gesteuertes vierstufiges Automatikgetriebe geleitet und zwischen Vorder- und Hinterachse im Verhältnis 50:50 aufgeteilt.
Der Wagen, dessen Räder einzeln aufgehängt waren, war auch mit vier Scheibenbremsen und ABS ausgestattet.
Die Sitze, die nach orthopädischen Grundsätzen gestaltet waren, hatten mehr als 20 mechanische und pneumatische Einstellmöglichkeiten, waren heizbar und beinhalteten eine Massagefunktion. Drei Sitzeinstellungen konnten gespeichert werden.
Das Design der Studie war eine Inspiration für den 1992 vorgestellten Cadillac Seville STS.